# Ємангаші
Єманга́ші (рос. Емангаши, марій. Ямаҥгаш) — село у складі Гірськомарійського району Марій Ел, Росія. Входить до складу Мікряковського сільського поселення.

## Населення
Населення — 404 особи (2010; 463 у 2002).
Національний склад (станом на 2002 рік):
- марі — 73 %